# Junts i barrejats (pel·lícula de 1989)
Junts i barrejats (títol original: Happy Together) és una pel·lícula estatunidenca dirigida per Mel Damski, estrenada l'any 1989. Ha estat doblada al català.

## Argument
Christopher Wooden és un estudiant de primer any a la universitat. Descobreix amb sorpresa que el seu company d'habitació, Alex Page, és una noia que ha estat col·locada amb ell per un error informàtic. Christopher, un jove molt seriós, i Alex, tronera extravertida, ho porten molt malament per conviure. Chris prova en va de canviar d'habitació, però després els dos joves aprenen a conèixer-se i a apreciar-se.

## Repartiment
- Patrick Dempsey: Christopher Wooden
- Helen Slater: Alex Pàgina
- Dan Schneider: Stan
- Kevin Hardesty: Slash
- Marius Weyers: Denny Dollenbacher
- Barbara Babcock: Ruth Carpenter
- Gloria Hayes: Luisa Dellacova
- Brad Pitt: Brian

## Acollida
El film es va estrenar a només 10 sales de cinema als Estats Units i va informar una mica més de 70.000 dòlars al box-office estatunidenc.